# 新市镇 (枣阳市)
新市镇，是中华人民共和国湖北省襄阳市枣阳市下辖的一个乡镇级行政单位。

## 行政区划
新市镇下辖以下地区：
新市社区、钱岗社区、新一村、前井村、李楼村、鸿雁河村、大堰村、骆楼村、东李湾村、谢棚村、赵庄村、张巷村、肖庄村、洛河北村、黄湾村、彭庄村、火青村、邢川村、周楼村、前湾村、郑家湾村、付家湾村、孟子坪村、汤河村、新集村、骆庄村、钱岗一村、钱岗二村、王老庄村、钱当村、熊岗村、王大桥村、西李湾村、高庄村、山头里村、邓棚村、姚棚村、白露村、杨庄村、任岗村和泉沟村。

## 中国传统村落
2012年，前湾村被评为首批“中国传统村落”。